# Różanecznik rozesłany
Różanecznik rozesłany (Rhododendron forrestii Balf. f. ex Diels) – gatunek rośliny z rodziny wrzosowatych. Zasięg obejmuje południowo-wschodni Tybet, północno-zachodni Junnan i Myanmę. W obrębie rodzaju należy do podrodzaju Hymenanthes i sekcji Ponticum. Ma czerwone kwiaty i należy do najwcześniej kwitnących różaneczników. Wyróżnia się też niskim wzrostem – po 10 latach osiąga do 1 m wysokości. Uprawiany jest w małych ogrodach i w skalniakach.
Odmiany uprawne:
- 'Bad Eilsen'
- 'Baden Baden'
- 'Bengal'
- 'Corinna' (właściwie 'Hachmann's Corinna')
- 'Elizabeth Hobbie'
- 'Elviira'
- 'Pumuckl'
- 'Scarlet Wonder'